# РД-270
«РД-270» (Ракетный двигатель 270, 8Д420) — советский жидкостный ракетный двигатель (ЖРД) производства ОКБ-456. Является развитием первого в истории некриогенного ЖРД РД-253 с закрытым циклом, применяемого на РН «Протон» («УР-500»). 
Топливом служат высококипящее горючее несимметричный диметилгидразин и окислитель тетраоксид диазота. Использует схему полнопоточного закрытого цикла с дожиганием окислительного и топливного газа; благодаря давлению камеры сгорания 264,5 атм (одному из самых больших из применяемых на 2009 год в ЖРД) — обладает очень большим показателем эффективности двигателя, удельным импульсом на поверхности Земли, равным 301 c.
Предназначался для использования на первых ступенях альтернативной лунной ракеты «УР-700». Работы над двигателем были завершены 31 декабря 1970 года вместе с прекращением работ над ракетой-носителем. Разработка была остановлена на стадии доводочных испытаний и существуют только пробные двигатели.
На 2009 год является самым мощным однокамерным ракетным двигателем, который когда-либо разрабатывался в СССР и России.

## Конструкция
Двигатель имеет пределы дросселирования тяги 95-105 %, возможность управления вектором тяги в пределах ±12° (проект «Р-56») и диапазон ±8° по проекту РН «УР-700». Коэффициент массового соотношения компонентов окислителя к топливу составляет 2,67 и может изменяться на 7 %.
Из-за необходимости обеспечения высокого удельного импульса и давления в камере сгорания, РД-270 использует замкнутую схему с полной газификацией компонентов, что достигается применением двух турбин с камерами предварительного сгорания, в одной из которых сжигается переобогащенная топливом смесь, а в другой переобогащенная окислительная смесь. По двум независимым контурам под управлением контроллера двигателя проходит всё потребляемое топливо, переходя в газообразное состояние. После этого окислительный и топливный генераторный газ поступают в камеру сгорания для дожигания. Такая схема носит название «газ-газ», так как оба жидких топливных компонента газифицируются перед подачей в камеру сгорания.
Из-за наличия двух газогенераторов (камер предварительного сгорания) и 2 ТНА которые шли в одну камеру и работали параллельно, наблюдались низкочастотные пульсации в газогенераторе и камере. Основная проблема в синхронизации совместной работы двух ТНА. ТНА пытались пересилить друг друга, стабилизировать их без помощи БЦВМ не удалось. Данную проблему смогли решить только через 10 лет в двигателе RS-25 используя БЦВМ.
В силу необходимости усиленного охлаждения РД-270 во время работы, в конструкции камеры сгорания был введен пояс дополнительного пленочного охлаждения с 4 щелями, а на самых теплонапряженных участках сопла применено покрытие диоксидом циркония.

## История
Разработка двигателя РД-270 была начата 26 июня 1962 года под руководством В. П. Глушко и к 1967 году предварительные исследовательские работы были закончены. 
В период 1967—1969 годов проводились огневые испытания экспериментальных двигателей, с укороченным соплом и без регуляторов. Всего было проведено 27 испытаний 22 двигателей. Три двигателя испытывались повторно, а один – трижды. На этом этапе работы над двигателем были закончены из-за сворачивания советской лунной программы и, в частности, работ по семейству РН «УР-700».
В ходе разработки двигателя модификация РД-270М испытывалась на предмет возможности использования топлив с теоретически высоким удельным импульсом в паре с тем же окислителем, что и у базового двигателя. В качестве топлива был выбран пентаборан. Было подтверждено увеличение удельного импульса на 42 с по сравнению с РД-270.
В рамках работ по другой лунной ракете, Н-1, существовал проект модификации РД-270К, который должен был быть выполнен по той же схеме, но с использованием компонентов РГ-1/кислород (см. РД-170) — данная модификация не могла быть доведена до успешно испытанных изделий по той причине, что в данном случае для работы двигателя с высоким удельным импульсом оказалось достаточно применить схему ЖРД частичного замкнутого цикла с дожиганием окислительного газа.[прояснить]